# Eric Moussambani
Eric Moussambani, född 1978, är en simmare från Ekvatorialguinea. Han deltog vid Olympiska sommarspelen 2000 i Sydney, Australien där han simmade på 1:52,72 minuter vid herrarnas 100 meter frisim, över en minut långsammare än då gällande världsrekord. Moussambani, som kom med i OS tack vare ett s.k. wild card, kallades "Eric The Eel" av media.